# Tripteroides riverai
Tripteroides riverai är en tvåvingeart som beskrevs av Miyagi, Toma och Tsukamoto 1983. Tripteroides riverai ingår i släktet Tripteroides och familjen stickmyggor.
Artens utbredningsområde är Filippinerna. Inga underarter finns listade i Catalogue of Life.